# 桑巴

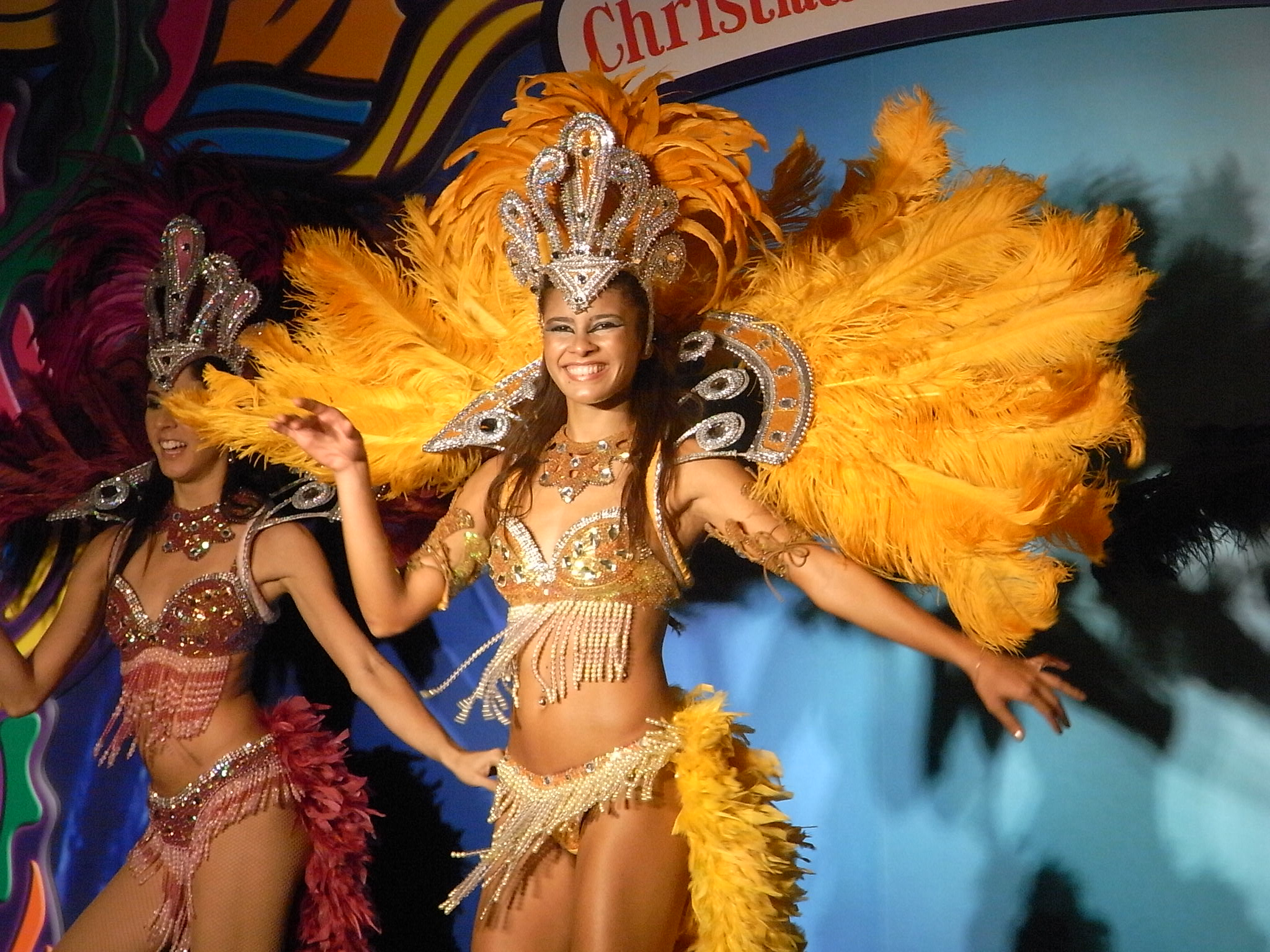
桑巴舞者

桑巴（葡萄牙語：Samba），是源于巴西巴伊亚的一种舞蹈类型。桑巴最早根源于非洲土著带有宗教仪式性的舞蹈，通过被贩卖到巴西的黑人奴隶带到巴西，再與流传至当地的其他文化混合，渐渐反演成今日的桑巴。桑巴现已被世界公认为巴西和巴西狂欢节的象征。桑巴被认为是最大众化的巴西文化表达形式之一，已经变成巴西国家认同的符号。巴伊亚的圆圈桑巴舞（一种里约热内卢的桑巴）在2005年被联合国教科文组织列入人类非物质文化遗产代表作名录。
桑巴原是一种带有宗教仪式性的非洲土著舞蹈。在16至18世紀間，葡萄牙人由非洲如安哥拉、剛果等地引進了大量黑奴至殖民地巴西，以取代巴西人與原住民不願做的工作，而黑奴也將他們的舞蹈帶入巴西。
三十年代桑巴舞传入美国，由于它趣味性强，生动活泼。后来经过美国舞蹈专家们的提练和加工，在基本训练、舞步规范及编排上不断研究与改进，纳为拉丁舞系列的五大舞种之一（拉丁舞的森巴舞），并正式定为国际标准舞的比赛项目。

## 桑巴风格
节拍：2/4
节奏： 每小节有2拍，第二拍为重拍。
速度：每分52-54小节。
风格：音乐欢欣，舞态生动，步伐摇曳绵密。